# ناوشکن تیپ ۸۲
ناوشکن تیپ ۸۲ (به انگلیسی: Type 82 destroyer) یک کشتی است که طول آن 154.53 m (507 ft) می‌باشد. این کشتی در سال ۱۹۶۹ ساخته شد.